# Tashi Dorji (Politiker, 1981)

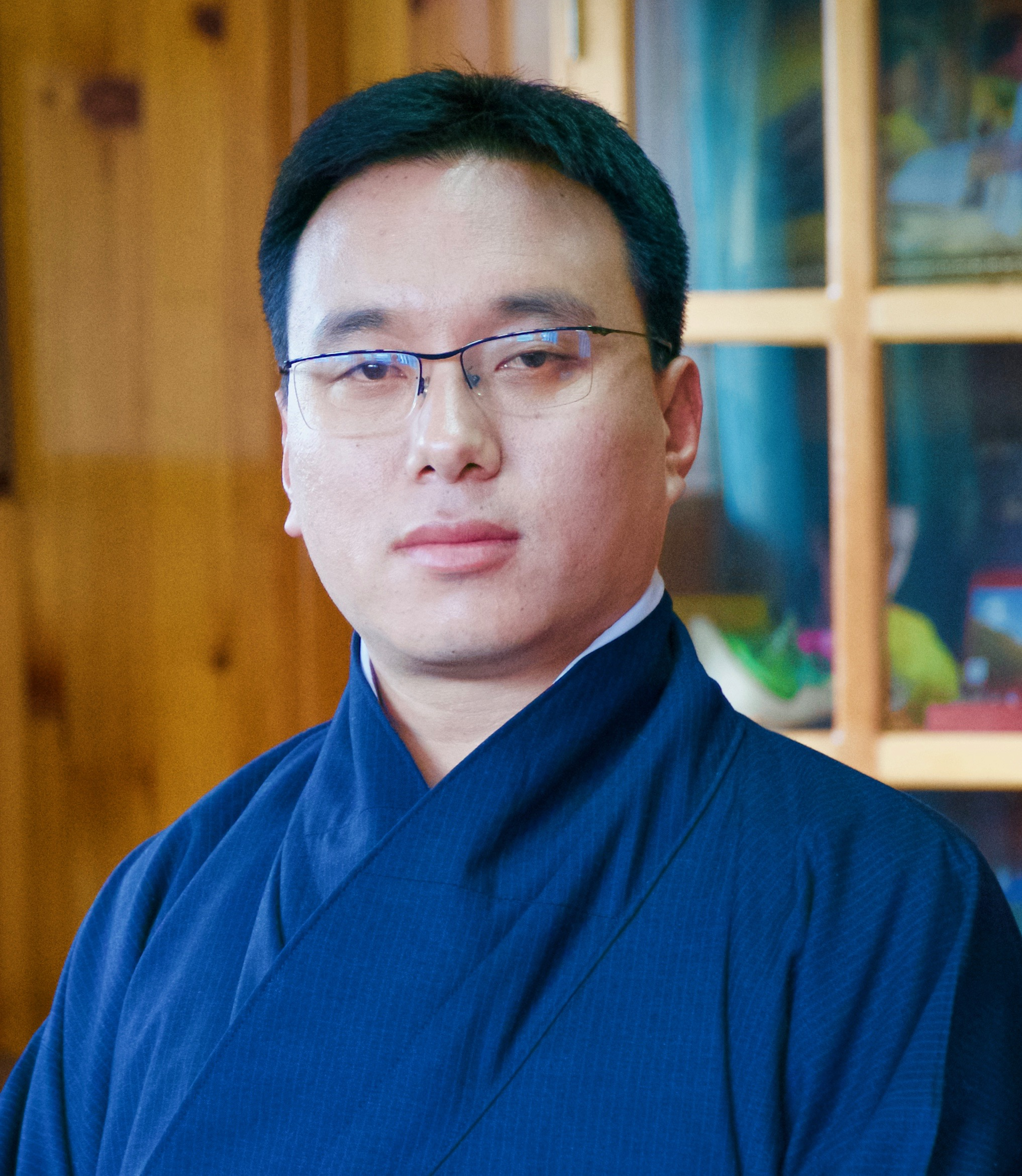
Tashi Dorji (2018)

Tashi Dorji (bhutanisch བཀྲིས་རྡོ་རྗེ།; geb. 3. Oktober 1981, Agokha, Ruebisa, Wangdue Phodrang, Bhutan) ist ein bhutanischer Politiker. Er war Vorsitzender des National Council of Bhutan von Mai 2018 bis Mai 2023. Als Vorsitzender des National Council konnte er sich mit 11 der 25 Stimmen gegen seine Konkurrenten Lhatu und Nima durchsetzen.
Schon seit 2013 war er Mitglied des National Council gewesen. Er ist der jüngste Vorsitzende des Oberhauses von Bhutan.

## Kontroverse
Während am 29. November 2022 über das Gesetz zur Reform der Lohnstruktur 2022 (Pay Structure Reform Bill 2022) beraten wurde, befahl Tashi Dorji dem Abgeordneten des Distrikts Gasa, Dorji Khandu, den Saal zu verlassen, um das Wohngeld für Beamte mit niedrigem Einkommen (Housing Allowance for low-income civil servants) und das Kommunikationsgeld für Beamte mit hohem Einkommen (Communication Allowance for high-income civil servants) zu vergleichen. Der Abgeordnete wurde dann von der Teilnahme an der Versammlung des National Council ausgeschlossen, bis der Gesetzentwurf zur Reform der Lohnstruktur 2022 verabschiedet war. Dieses Vorgehen wurde kritisiert.